# Технический углерод
Технический углерод (техуглерод, ТУ, англ. Carbon black) — высокодисперсный аморфный углеродный продукт, производимый в промышленных масштабах.
Иногда для наименования технического углерода применяют термин «сажа», что является неточным, поскольку он (в отличие от термина «техуглерод») описывает углеродные продукты, полученные в неконтролируемых условиях, для которых не характерен фиксированный набор свойств.

## Структура
Частицы технического углерода представляют собой глобулы, состоящие из деградированных графитовых структур. Межплоскостное расстояние между графитоподобными слоями составляет 0,35—0,365 нм (для сравнения, в графите 0,335 нм).
Размер частиц (13—120 нм) определяет «дисперсность» технического углерода. Физико-химическим показателем, характеризующим дисперсность, является удельная поверхность. Поверхность частиц обладает шероховатостью, за счёт наползающих друг на друга слоёв. Мерой шероховатости служит соотношение между показателями удельной поверхности технического углерода и его йодным числом (поскольку йодное число определяет полную поверхность частиц с учётом шероховатостей).
Частицы в процессе получения объединяются в так называемые «агрегаты», характеризуемые «структурностью» — разветвлённостью — мерой которой служит показатель абсорбции масла.
Агрегаты слипаются в менее прочные образования — «хлопья».
Кроме атомов углерода в составе технического углерода присутствуют атомы серы, кислорода, азота.
Технический углерод обладает высокоразвитой поверхностью (5—150 м²/г), со значительной активностью. На поверхности обнаруживаются так называемые концевые группы (-COOH, -CHO, -OH, -C(O)-O-, -C(O)-), а также сорбированные остатки неразложившихся углеводородов. Их количество напрямую зависит от способа получения и последующей обработки углеродных частиц. Для получения пигментов часто частицы технического углерода подвергают окислительной обработке кислотами.
Истинная плотность частиц технического углерода — 1,76—1,9 г/см³. Насыпная плотность хлопьевидного («пылящего») технического углерода составляет 0,33—0,42 г/см³. Для удобства транспортирования и использования технический углерод гранулируют до плотности 0,3—0,6 г/см³.

## Применение
Технический углерод применяется в качестве усиливающего компонента в производстве резин и пластических масс. Около 70 % всего выпускаемого технического углерода используется в производстве шин, ~20 % в производстве резино-технических изделий. Остальное количество находит применение в качестве: 
- чёрного пигмента;
- замедлителя «старения» пластмасс;
- компонента, придающего пластмассам специальные свойства — электропроводные, антистатические, способность поглощать ультрафиолетовое излучение и излучение радаров.

## Усиление резин
Усиливающее действие техуглерода в составе полимеров во многом обусловлено его поверхностной активностью.
Оценить степень изменения свойств резиновых вулканизатов, содержащих 50 % по массе технического углерода разных марок, можно на основе следующих данных (в качестве основы использован БСК — бутадиен-стирольный каучук):
| Наименование класса                      | Код  | Марка по ASTM D1765 | Размер частиц, нм | Растягивающее усилие, МПа | Сопротивление истиранию, усл.ед. |
| ---------------------------------------- | ---- | ------------------- | ----------------- | ------------------------- | -------------------------------- |
| Суперстойкий к истиранию, печной         | SAF  | N110                | 20—25             | 25,2                      | 1,35                             |
| Промежуточный                            | ISAF | N220                | 24—33             | 23,1                      | 1,25                             |
| С высокой стойкостью к истиранию, печной | HAF  | N330                | 28—36             | 22,4                      | 1,00                             |
| Быстроэкструдирующийся печной            | FEF  | N550                | 39—55             | 18,2                      | 0,64                             |
| Высокомодульный печной                   | HMF  | N683                | 49—73             | 16,1                      | 0,56                             |
| Полуусиливающий печной                   | SRF  | N772                | 70—96             | 14,7                      | 0,48                             |
| Средний термический                      | MT   | N990                | 250—350           | 9,8                       | 0,18                             |
| Каучук бутадиен-стирольный               | —    | —                   | —                 | 2,5                       | ~0                               |

Кроме физических свойств технический углерод придаёт наполненным полимерам чёрную окраску. В связи с чем, для производства пластмасс, для которых важен конечный цвет (например обувной пластикат) в качестве усиливающего наполнителя применяют так называемую «белую сажу» (аэросил) — высокодисперсный оксид кремния.
Доля «белой сажи» возрастает и в производстве автомобильных шин, поскольку резиновые вулканизаты на её основе обладают значительно меньшими потерями на трение при качении, что приводит к экономии топлива. Однако, усиливающее действие «белой сажи» и сопротивляемость вулканизатов истиранию пока существенно хуже, чем при использовании технического углерода.

## Способы получения
Существует несколько промышленных способов получения технического углерода. В основе всех лежит термическое (пиролиз) или термоокислительное разложение жидких или газообразных углеводородов. В зависимости от применяемого сырья и метода его разложения различают:
- печной — непрерывный процесс, осуществляемый в закрытых цилиндрических проточных реакторах. Жидкое углеводородное сырьё впрыскивается механическими или пневматическими форсунками в поток газов полного сгорания топлива (природный газ, дизельное топливо), причём расходы всех материальных потоков поддерживаются на заданном уровне. Полученную реакционную смесь для прекращения реакций газификации охлаждают, впрыскивая в поток воду. Технический углерод выделяют из отходящего газа и гранулируют;
- ламповый — непрерывный процесс, осуществляемый в специальных проточных реакторах. Жидкое углеводородное сырьё испаряется за счёт подвода теплоты к чаше, в которой оно находится. Пары сырья увлекают внутрь реактора наружный воздух через кольцевой зазор между приёмным зонтом реактора и чашей для сырья. Материальные потоки контролируются лишь частично. Реакционный канал в хвостовой части реактора охлаждается через стенку водой. Технический углерод выделяют из отходящего газа и упаковывают;
- термический — процесс осуществляется в парных реакторах объёмного типа, работающих попеременно. В один из реакторов подают газ (природный, ацетилен) в смеси с воздухом, который, сгорая, нагревает футеровку реактора. В это время во второй предварительно нагретый реактор подают только газ (без воздуха), в ходе протекания реакции футеровка остывает, подачу газа переводят в подготовленный реактор, а остывший разогревают, как описано выше;
- канальный — периодический процесс, осуществляемый в специальных камерах периодического действия, в полу которых установлены щелевые (канальные) горелки. Пламя сгорающего сырья (природный газ) на выходе из горелок сталкивается с охлаждаемым водой металлическим жёлобом, процесс окисления прекращается с выделением технического углерода, который собирается внутри камеры. Полученный продукт периодически выгружают вручную.

## Классификация
В РФ применяются две классификации технического углерода по ГОСТ 7885 и стандарту американского общества испытания материалов ASTM D1765.
В соответствии с классификацией по ГОСТ установлены 10 марок технического углерода. В зависимости от способа получения (печной, канальный, термический) маркам присвоены буквенные индексы «П», «К», «Т». Следующий за буквенным цифровой индекс характеризует средний размер частиц техуглерода в целых десятках нанометров. Два последних цифровых индекса выбирались при утверждении марки.

Основные физико-химические характеристики показатели марок техуглерода по ГОСТ приведены ниже:
| Марка по ГОСТ 7885 | Удельная поверхность, 10³м²/кг | Йодное число, г/кг | Абсорбция масла, 10−5м³/кг | Насыпная плотность, кг/м³ |
| ------------------ | ------------------------------ | ------------------ | -------------------------- | ------------------------- |
| П245               | 119                            | 121                | 103                        | 330                       |
| П234               | 109                            | 105                | 101                        | 340                       |
| К354               | 150                            | —                  | —                          | —                         |
| П324               | 84                             | 84                 | 100                        | 340                       |
| П514               | —                              | 43                 | 101                        | 340                       |
| П701               | 36                             | —                  | 65                         | 420                       |
| П702               | 37,5                           | —                  | 70                         | 400                       |
| П705               | 23                             | —                  | 110                        | 320                       |
| П803               | 16                             | —                  | 83                         | 320                       |
| Т900               | 14                             | —                  | —                          | —                         |

В основе классификации по стандарту ASTM D1765 лежит способность некоторых марок техуглерода изменять скорость вулканизации резиновых смесей. В зависимости от чего маркам присвоены буквенные индексы «N» (с нормальной скоростью вулканизации) и «S» (с замедленной скоростью вулканизации, от англ. «slow» — медленный). Следующий за буквенным цифровой индекс — номер группы марок по средней удельной поверхности. Два последних цифровых индекса выбирались при утверждении марки.

Стандартом описаны (по состоянию на 2006 год) 43 марки техуглерода, из которых индекс «S» имеют 2.

Основные физико-химические характеристики показатели типичных марок техуглерода по ASTM приведены ниже:
| Марка по ASTM D1765 | Удельная поверхность, 10³м²/кг | Йодное число, г/кг | Абсорбция масла, 10−5м³/кг | Насыпная плотность, кг/м³ |
| ------------------- | ------------------------------ | ------------------ | -------------------------- | ------------------------- |
| N110                | 127                            | 145                | 113                        | 345                       |
| N220                | 114                            | 121                | 114                        | 355                       |
| S315                | 89                             | —                  | 79                         | 425                       |
| N330                | 78                             | 82                 | 102                        | 380                       |
| N550                | 40                             | 43                 | 121                        | 360                       |
| N683                | 36                             | 35                 | 133                        | 355                       |
| N772                | 32                             | 30                 | 65                         | 520                       |
| N990                | 8                              | —                  | 43                         | 640                       |

## Воздействие на человека
По текущим оценкам Международного агентства по исследованиям в области рака, технический углерод, возможно, является канцерогенным веществом для человека и по этой причине отнесён к группе 2B по классификации канцерогенных веществ. Кратковременное воздействие высоких концентраций пыли техуглерода может вызывать дискомфорт в верхних дыхательных путях за счёт механического раздражения.

## Ведущие производители
- Доля лидирующих производителей техуглерода в мировом производстве составляет:
«Birla» — 14,8 %;
«Cabot Corporation» — 14,2 %;
«Orion Engineered Carbons» (бывшая Degussa) — 9,5 %;

- Крупнейшие отечественные производители:
«Омсктехуглерод» (г. Омск) — 40 %;
«Ярославский технический углерод» — 32 %;
«Нижнекамсктехуглерод» — 17 %.

Мировое производство технического углерода в 2009 году составило около 10 000 000 тонн.